# چاکمان
چاکمان (به لاتین: Chakman) یک روستا در بنگلادش است که در استان باریسال و در ناحیه باریسال واقع شده است.